# S/S Sverige (1929)
S/S Sverige var en dansk passagerarfärja som körde rutten mellan Köpenhamn och Malmö från 1929 fram tills 1960. Under 1930-talet trafikerades även periodvis Helsingborg från den danska huvudstaden.

## Historik
Fartyget levererades 19 juni 1929 och sattes i trafik på Öresund för Dampskibsselskabet Øresund i samarbete med Svenska Rederi AB Öresund och var i tjänst tills 1960. Våren detta år kantrade fartyget när det skulle dras upp på slip i Köpenhamn och såldes sedan till Odense där hon skrotades.